# Curarén
Curarén é uma cidade hondurenha do departamento de Francisco Morazán.